# Bournemouth
Bournemouth város Borough of Bournemouthban, az Egyesült Királyságban. A város közvetlen közelében halad a B3066 elnevezésű út. A települést Lewis Tregonwell alapította 1810-ben.

## Történelme
Az 1800-as évek elején a későbbi város helyén csak meddő pusztaság állt, ahol főleg csak halászok és dohány -és teacsempészek fordultak meg. Keleten Christchurch, nyugaton Poole, északon pedig a Stour folyó vette körül. 1809-ben egy új épület jelent meg a pusztán, a Tapps Arms nevű kocsma, ami a csempészek közkedvelt törzshelye lett. Amikor egy évvel később Lewis Tregonwell nyugállományba vonult katonatiszt a környékre látogatott, csak a pubot, egy hidat és egy kis patakot látott, ami egy háborítatlan völgyön folyt keresztül. Ez annyira lenyűgözte őt és feleségét, hogy több hektárnyi földet vásárolt, amin otthont épített. Továbbá fenyőket ültetett, és egy tengerpartra vezető sétányt hozott létre. A település lassacskán kezdett kiépülni. 25 évvel később Bournemouth még mindig csak elszórt környékbeli házak és tanyák közössége volt.
1835-ben Sir George William Tapps-Gervis kezdte fejleszteni a tengerparti falut. Elképzelése szerint Bournemoutht olyan hasonló nyaralóövezetté szerette volna kiépíteni, mint Brighton vagy Weymouth. Sir George felbérelte a christchurchi építész Benjamin Ferreyt megtervezni a Gervis birtokot. Ferrey hoteleket is tervezett, amik közül az első kettő 1838-ban nyitott meg. Ekkor épült meg az első templom is, előtte az embereknek a környékbeli településekre kellett istentiszteletre járniuk.

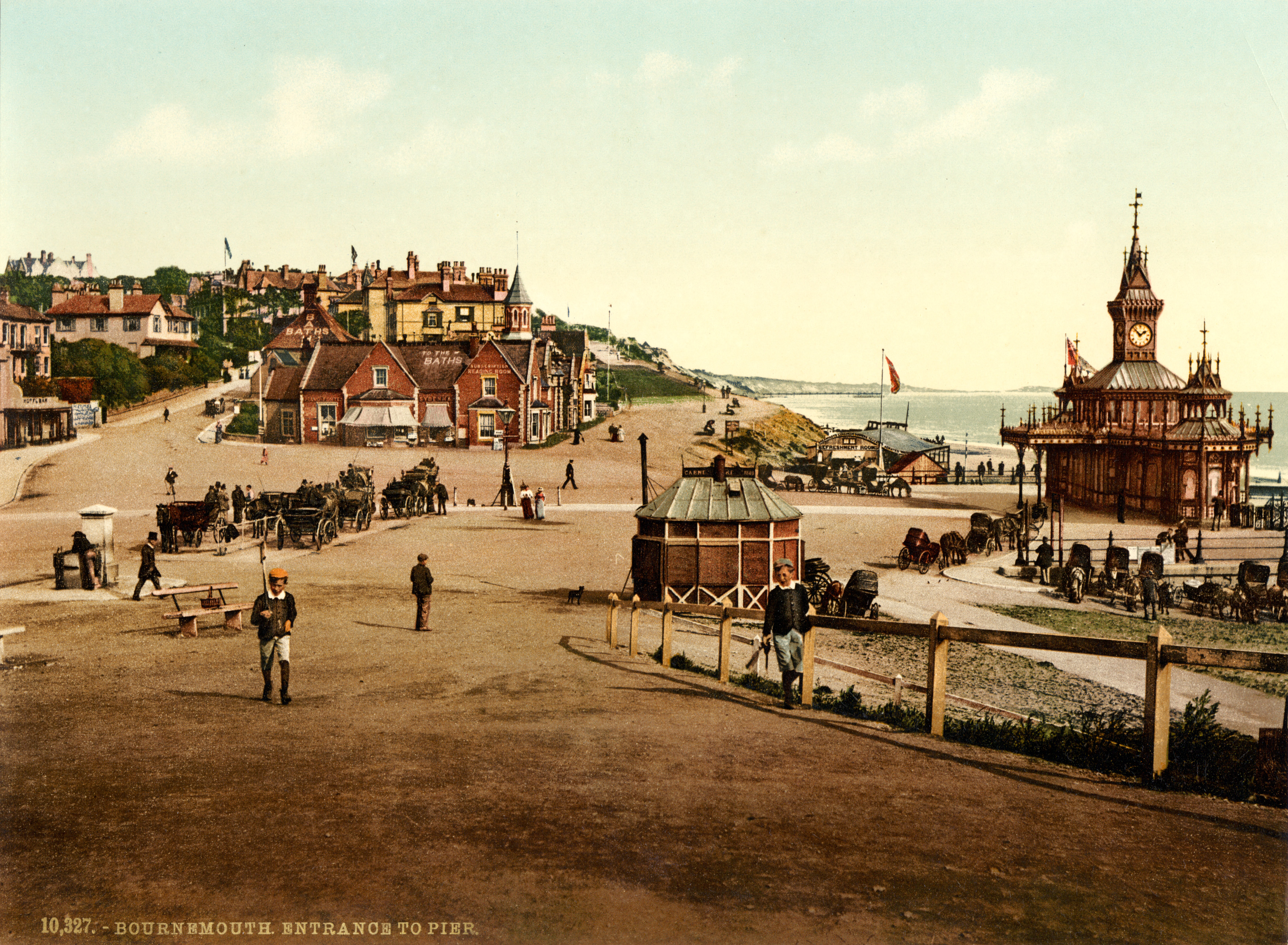
Bournemouth az 1890-es években

1841-ben még mindig csak pár száz ember lakta a várost, de ez gyorsan változóban volt. Ebben az évben híres vendég érkezett Bournemouthba az elismert orvos Augustus Bozzi Granville. Ő volt a szerzője a Gyógyfürdők Angliában című könyvnek, amelyben gyógyhelyekről ír országszerte. A látogatása eredményeként, Dr. Granville a könyve második kiadásában egy teljes fejezetet szentelt Bournemouthnak. Ennél nagyobb reklámot nem is kaphatott volna a kisváros, így nagyon sok gyógyulásra váró ember kereste fel. Hamarosan felkapott üdülőhellyé vált, köszönhetően friss tengeri levegőjének.
1870. március 14-én érkezett meg a vasút a városba. A lakosság tíz évvel később már 17 ezer volt, majd a századfordulóra elérte a 60 ezret.
A második világháború idején Bournemouth nem volt a német támadások célkeresztjében, de a bombatámadások így is 219 halálos áldozatot követeltek. A háború után, a város mint turisták célpontja, visszaesett, habár ez országos jelenség volt az angol üdülővárosok tekintetében. Habár a lakossága így is nőtt, 1990-ben elérte a 150 ezret.
2003-ban megnyílt a 9,5 millió fontos költségű új városi könyvtár. 2012-ben Bournemouth Erzsébet királynő Gyémánt jubileuma alkalmából 26 másik várossal együtt city státuszra pályázott, de ezt elvesztette Chelmsforddal szemben.

## Kultúra
Bournemouth regionális központnak számít kikapcsolódás, szórakozás, kultúra és pihenés szempontjából. Az elmúlt években a város népszerű éjszakai célponttá vált a számos étteremnek, kocsmának és klubnak köszönhetően.
Az 1879-ben épített Szent Péter templom kriptájában nyugszik Percy Bysshe Shelley és felesége Mary Shelley is. Az 1901-ben alapított Russell-Cotes Múzeum a viktóriánus korabeli festményeiről híres.
A város 1893-ban alapított szimfonikus zenekara Constantin Silvestri 1960-as évekbeli vezetőkarmestersége óta Nagy-Britannia élvonalbeli zenekarai közé tartozik.
A városban számos fesztivált is tartanak. A "Bournemouth-i Étel és Ital Fesztivál" három napos, amit piaccal és szabadtéri sütéssel kapcsolnak össze. 2012 óta tartják a "Művészet a tengernél Fesztivált", ami színházzal, filmvetítéssel, irodalommal, zenével és tánccal összekötött program.
J. R. R. Tolkien 30 éven keresztül járt nyaralni Bournemouthba, ahol Miramar Hotelben szállt meg, ugyanazt a szobát kivéve. Később pedig a '60-as években a környékre is költözött feleségével Edith-tel. Ott is halt meg 1973 szeptemberében, de Oxfordshireben temették el.

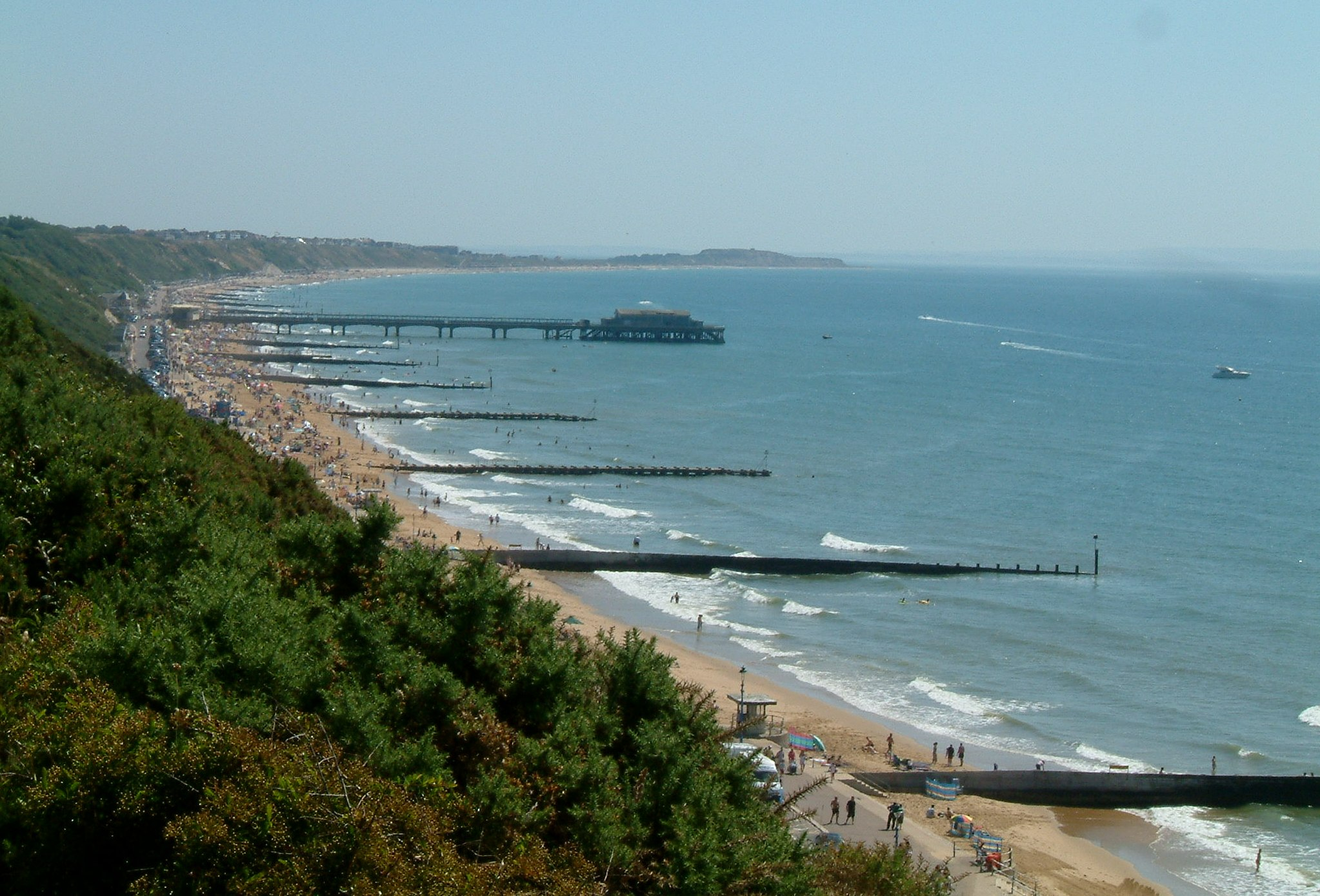
Anglia kevés homokos tengerpartjainak egyike

## Sport
A város elsőszámú labdarúgócsapata az AFC Bournemouth a Premier League-ban szerepel, de a város régebbi csapata az amatőr Bournemouth FC. A rögbicsapat pedig Bournemouth Rugby Club néven játszik.

## Demográfia
A lakosság 96,7 százaléka fehér. A domináns vallás a kereszténység, de kisszámú muszlim és zsidó közösség is él a városban.

## Testvérvárosai
- Netanya, Izrael
- Luzern, Svájc
- Marosvásárhely, Románia

## Fordítás
- Ez a szócikk részben vagy egészben  a   Bournemouth című angol Wikipédia-szócikk fordításán alapul.  Az eredeti cikk szerkesztőit annak laptörténete sorolja fel. Ez a jelzés csupán a megfogalmazás eredetét és a szerzői jogokat jelzi, nem szolgál a cikkben szereplő információk forrásmegjelöléseként.